# Kassoum Ouattara
Kassoum Ouattara (* 14. Oktober 2004 in Paris) ist ein französischer Fußballspieler. Er spielt bei der AS Monaco und ist französischer Nachwuchsnationalspieler.

## Karriere

### Verein
Kassoum Ouattara wurde in Paris geboren und spielte im Umland der französischen Hauptstadt bei US Ivry sowie beim FC Montrouge, bevor er in die Jugendabteilung des SC Amiens wechselte. Am 20. August 2022 gab er im Alter von 17 Jahren beim 3:1-Sieg gegen den SC Bastia sein Profidebüt in der Ligue 2.

### Nationalmannschaft
Am 24. März 2022 gab Kassoum Ouattara beim 1:1-Unentschieden in Stuttgart gegen Deutschland sein Debüt für die U18 der Franzosen. Für diese Nachwuchsnationalmannschaft kam er zu insgesamt zwei Einsätzen. Seit März 2023 ist er U19-Nationalspieler Frankreichs.